# Портрет мадемуазель Ривьер
«Портрет мадемуазель Каролины Ривьер» (фр. Mademoiselle Caroline Rivière) — картина французского художника эпохи классицизма Жана Огюста Доминика Энгра.
Данная картина является последней из трёх полотен представителей семьи Ривьер, написанных художником. Отец Каролины, Филибер Ривьер, был придворным во времена Наполеона и решил увековечить себя, а также своих супругу и дочь, заказав молодому художнику портреты. Семья проживала за пределами Парижа, в Сен-Жермен-ан-Ле, Каролине Ривьер на момент создания портрета было от 13 до 15 лет, и это последний год жизни девушки. Типичным признаком работ Энгра в тот период являлась диспропорциональность в изображении моделей. Шея Каролины кажется чрезмерно длинной, спинка носа выступает вперед. Поза Каролины на картине кажется несколько скованной, что, впрочем, характерно для девушек её возраста. В то же время автор подчеркивает врожденную чистоту и непосредственность юности.
Критики Парижского салона 1806 года сурово отнеслись к «готическому» стилю этого портрета и упрекали художника в нарочитой точности и сухой прорисовке фигуры девушки.